# James Bowdoin III

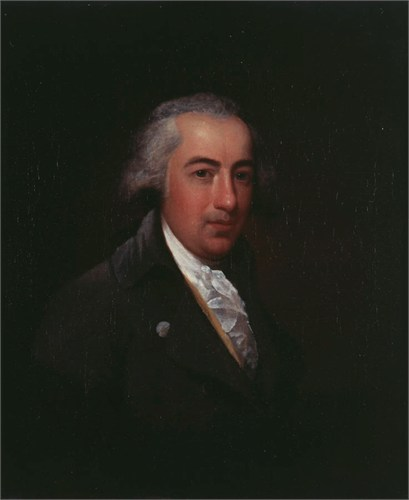
James Bowdoin

James Bowdoin III (* 22. September 1752 in Boston, Province of Massachusetts Bay; † 11. Oktober 1811 auf Naushon Island, Massachusetts) war ein US-amerikanischer Kaufmann, Diplomat, Politiker, Kunstsammler und Philanthrop.

## Leben
Bowdoin war der Sohn von James Bowdoin (1726–1790), dem späteren Gouverneur des Commonwealth of Massachusetts. Er schloss sein Studium am Harvard College 1771 ab und ging anschließend nach England, wo er ein Jahr Law an der University of Oxford studierte. Weitere Reisen führten ihn nach Italien, Holland und wieder nach England. Mit dem Beginn des Amerikanischen Unabhängigkeitskriegs kehrte er 1775 nach Massachusetts zurück, nahm aber auf Wunsch seines Vaters nicht an den Kampfhandlungen teil. Er heiratete Sarah Bowdoin (1761–1826), die Tochter eines Halbbruders seines Vaters, die Ehe blieb kinderlos. James Bowdoin ließ sich in Dorchester nieder, wo er sich der Literatur und politischen und administrativen Aufgaben widmete, unter anderem in der Leitung des Harvard College und als Mitglied der Assembly, des Senats von Massachusetts und des Massachusetts Governor’s Council.
Dem Bowdoin College, das nach seinem Vater benannt ist, stiftete er kurz nach dessen Gründung 1794 1000 Acres Land und mehr als 1100 Pfund. 1811 übertrug er dem College 6000 Acres Landbesitz in Lisbon, Maine, und bei seinem Tod vermachte er ihm verschiedene Schriften eines philosophischen Apparats und eine Sammlung von etwa 70 wertvollen Gemälden.
1786 wurde Bowdoin in die American Academy of Arts and Sciences gewählt. 1789 war er Delegierter für Boston in der Verfassungsgebenden Versammlung von Massachusetts.
Bowdoin war 1804 von Thomas Jefferson als Botschafter der USA in Spanien vorgesehen, um die Grenzen des Louisiana-Territoriums und den Kauf von Florida zu verhandeln. Bowdoin reiste 1805 nach Europa, trat sein Amt als Botschafter aber nicht an, weil die Verhandlungen in Paris geführt wurden. Letztlich wurden die Verhandlungen abgebrochen und Bowdoin konnte sein Aufträge nicht erfüllen. Er blieb zwei Jahre in Paris, wo er stellvertretender Botschafter war und eine umfangreiche Sammlung von Büchern, Mineralien und kristallographischen Modellen erwarb, die er später dem Bowdoin College überließ. Nach seiner Rückkehr in die Vereinigten Staaten verbrachte er die Sommermonate auf dem Familiensitz auf Naushon Island, wo er ein Werk von Louis Jean-Marie Daubenton über Schäferei übersetzte.
Bowdoin starb 1811 nach langer Krankheit. Sein Grab befindet sich auf dem Granary Burying Ground in Boston. Seine Witwe heiratete 1813 den General Henry Dearborn. Bei ihrem Tod vermachte sie dem Bowdoin College einen Geldbetrag und eine Reihe von wertvollen Familienporträts. Ein Großneffe, James Bowdoin Winthrop, Sohn von Thomas L. Winthrop, erbte Naushon Island und nahm den Namen James Bowdoin an.

## Schriften
- Opinions Respecting the Commercial Intercourse between The United States of America, and The Dominions of Great-Britain, including Observations Upon the Necessity and Importance of an American Navy Act. By a Citizen of Massachusetts[7]. s. n., Boston 1797, (Digitalisat).
- Advice to Shepherds and Owners of Flocks, on the Care and Management of Sheep. Translated from the Original French of M. Daubenton, by a Gentleman of Boston. s. n., Boston 1811, (Digitalisat).